# Project Runway (Polska)
Project Runway – polska wersja reality show o tym samym tytule koncentrującego się na projektowaniu mody, wyprodukowana dla telewizji TVN.

## O programie
W programie brali udział projektanci mody, którzy mieli za zadanie projektowanie różnych stylizacji modowych, czemu przyglądał się mentor Tomasz Ossoliński. Następnie projektanci byli oceniani przez trzyosobową komisję jurorską i gościa specjalnego, którzy co tydzień eliminowali jednego z uczestników. Wygraną w pierwszym sezonie było 300 tys. zł, mecenat artystyczny marki „Simple” i sesja fotograficzna własnej kolekcji w magazynie „Elle”. W drugim sezonie nagrodą było 100 tys. zł i sesja fotograficzna w magazynie „Elle”.

## Zwycięzcy
| Edycja | Zwycięzca        |
| ------ | ---------------- |
| I      | Jakub Bartnik    |
| II     | Michał Zieliński |

## Jurorzy
| Anja Rubik           | ● | ● |
| Joanna Przetakiewicz | ● | ● |
| Mariusz Przybylski   | ● |   |
| Marcin Tyszka        |   | ● |

## I edycja (2014)

### Projektanci
| Miejsce | Imię i nazwisko     |
| ------- | ------------------- |
| 1.      | Jakub Bartnik       |
| 2.      | Maciej Sieradzki    |
| 3.      | Liliana Pryma       |
| 4.      | Natalia Ślizowska   |
| 5.      | Milita Nikonorov    |
| 6.      | Piotr Czajczyński   |
| 7.      | Serafin Andrzejak   |
| 8.      | Dorota Cieszyńska   |
| 9.      | Arletta Koczorowska |
| 10.     | Aleksandra Bąkowska |
| 11.     | Monika Lemańska     |
| 12.     | Paulina Matuszańska |
| 13.     | Zbigniew Szymański  |

### Gość specjalny – juror
- odcinek 1 – Ina Lekiewicz
- odcinek 2 – Dorota Williams
- odcinek 3 – Dorota Roqueplo
- odcinek 4 – Weronika Pietras
- odcinek 5 – Robert Kupisz
- odcinek 6 – Marcin Paprocki, Mariusz Brzozowski
- odcinek 7 – Małgorzata Baczyńska
- odcinek 8 – Michał Piróg, Anna Jurgaś
- odcinek 9 – Marcin Prokop, Dorota Wellman
- odcinek 10 – Marcin Tyszka, Ina Lekiewicz
- odcinek 11 – Sasha Knezevic
- odcinek 12 – Katarzyna Sokołowska
- odcinek 13 – Anthony Vaccarello

### Gość specjalny – model
- odcinek 9 – Marcin Prokop, Dorota Wellman
- odcinek 10 – Ewa Wladymiruk
- odcinek 13 – Małgorzata Rozenek (dla Jakuba Bartnika), Agnieszka Szulim (dla Macieja Sieradzky’ego), Anna Wendzikowska (dla Liliany Prymy)

## II edycja (2015)

### Projektanci
| Miejsce | Imię i nazwisko             |
| ------- | --------------------------- |
| 1.      | Michał Zieliński            |
| 2.      | Patryk Wojciechowski        |
| 3.      | Anna Młynarczyk             |
| 4.      | Sylwia Kozubska             |
| 5.      | Piotr Pyrchała              |
| 6.      | Bartosz Wcisło              |
| 7.      | Dominika Syczyńska          |
| 8.      | Agata Mickiewicz            |
| 9.      | Sara Betkier                |
| 10.     | Quoc Anh Tran               |
| 11.     | Magdalena Ba                |
| 11.     | Monika Olszewska-Sulejewicz |
| 13.     | Alicja Czarniecka           |
| 14.     | Mariusz Rakoczy             |

### Gość specjalny – juror
- odcinek 1 – Jakub Bartnik
- odcinek 2 – Ranita Sobańska
- odcinek 3 – Maryla Rodowicz
- odcinek 4 – Sara Boruc
- odcinek 5 – Maciej Zień
- odcinek 6 – Małgorzata Rozenek
- odcinek 7 – Anna Jurgaś, Tomasz Ossoliński
- odcinek 8 – Anna Dereszowska, Ewa Minge
- odcinek 9 – Weronika Rosati, Teresa Rosati
- odcinek 10 – Marcin Paprocki, Mariusz Brzozowski
- odcinek 11 – Monika Olejnik, Monika Stukonis
- odcinek 13 – Karolína Kurková

### Gość specjalny – model
- odcinek 2 – drużyna żeńska piłki siatkowej z Legionowa
- odcinek 3 – Maryla Rodowicz
- odcinek 9 – członkowie rodzin uczestników
- odcinek 13 – Michał Szpak (dla Patryka Wojciechowskiego), Mateusz Maga (dla Anny Młynarczyk), Marcin Madox Majewski (dla Michała Zielińskiego)

## Spis serii
| Seria | Seria | Sezon       | Odcinki    | Premiera serii | Finał serii  | Pora emisji      | Średnia oglądalność |
| ----- | ----- | ----------- | ---------- | -------------- | ------------ | ---------------- | ------------------- |
|       | 1.    | wiosna 2014 | 1–13 (13)  | 2 marca 2014   | 25 maja 2014 | niedziela, 21:00 | 1 604 916           |
|       | 2.    | wiosna 2015 | 14–26 (13) | 4 marca 2015   | 27 maja 2015 | środa, 21:30     | 1 377 117           |